# Fidonia confluens
Fidonia confluens là một loài bướm đêm trong họ Geometridae.